# RTON Skórowo Nowe
RTON Skórowo Nowe (Radio-telewizyjny Ośrodek Nadawczy Skórowo Nowe) – wieża radiowa położona w Nowym Skórowie w Gminie Potęgowo, powiat Słupski. Pokrywająca zasięgiem powiat Słupski oraz powiat Lęborski i gminy ościenne.

## Parametry[1]
- Wysokość posadowienia podpory anteny: 97 m n.p.m.
- Wysokość zawieszenia systemów antenowych: Radio: 59, 91, TV: 79, 81 m n.p.t.

## Transmitowane programy

### Programy telewizyjne[1][2]
Programy telewizji analogowej zostały wyłączone 20 maja 2013.
| LP | Program | Właściciel            | Częstotliwość | Kanał | Moc promieniowana nadajnika | Polaryzacja |
| -- | ------- | --------------------- | ------------- | ----- | --------------------------- | ----------- |
| 1  | TVP2    | Telewizja Polska S.A. | 503,25 MHz    | 25    | 40 kW                       | pozioma     |
| 2  | Polsat  | Telewizja Polsat S.A. | 759,25 MHz    | 57    | 50 kW                       | pozioma     |

### Programy radiowe[3]
| LP | Program                     | Właściciel                                                                       | Częstotliwość | Moc promieniowana nadajnika | Polaryzacja |
| -- | --------------------------- | -------------------------------------------------------------------------------- | ------------- | --------------------------- | ----------- |
| 1  | Polskie Radio Program II    | Polskie Radio S.A.                                                               | 88,20 MHz     | 10 kW                       | pozioma     |
| 2  | Radio Gdańsk                | Radio Gdańsk Polskie Radio – Regionalna Rozgłośnia w Gdańsku "Radio Gdańsk" S.A. | 91,10 MHz     | 10 kW                       | pozioma     |
| 3  | Program IV Polskie Radio 24 | Polskie Radio S.A.                                                               | 107,50 MHz    | 10 kW                       | pozioma     |
| 4  | Radio Zet                   | Radio Zet Sp. z o.o.                                                             | 96,60 MHz     | 10 kW                       | pozioma     |
| 5  | Polskie Radio Program I     | Polskie Radio S.A.                                                               | 100,50 MHz    | 10 kW                       | pozioma     |
| 6  | RMF FM                      | Radio Muzyka Fakty Sp. z o.o.                                                    | 103,40 MHz    | 7,1 kW                      | pozioma     |
| 7  | Polskie Radio Program III   | Polskie Radio S.A.                                                               | 106,30 MHz    | 5 kW                        | pozioma     |
| 8  |                             |                                                                                  |               |                             |             |

### Programy telewizyjne – cyfrowe[3]
| Nazwa multipleksu | Częstotliwość | Kanał | Moc promieniowana nadajnika | Polaryzacja | Kompresja wizji |
| ----------------- | ------------- | ----- | --------------------------- | ----------- | --------------- |
| MUX 1             | 602 MHz       | 37    | 10 kW                       | pozioma     | MPEG-4 AVC      |
| MUX 2             | 586 MHz       | 35    | 10 kW                       | pozioma     | MPEG-4 AVC      |
| MUX 3             | 490 MHz       | 23    | 10 kW                       | pozioma     | MPEG-4 AVC      |
| MUX 8             | 184,5 MHz     | 6     | 10,4 kW                     | pionowa     | MPEG-4 AVC      |